# Димитър Русчев
Димитър Русчев Русчев е български военен деец, офицер, генерал-майор от артилерията, командир на 2-ри артилерийски полк по време на Балканската (1912 – 1913) и Междусъюзническата война (1913), 8-а артилерийска бригада, началник на артилерията на 8-а пехотна тунджанска дивизия, артилерията в 1-ва отделна армия, българската артилерия в 11-a германска армия и комендант на Кюстенджа по време на Първата световна война (1915 – 1918).

## Биография
Димитър Русчев е роден на 26 октомври 1866 г. в Сливен в семейството на управител на чифлик. Баща му е набеден в организиране на убийство на дезертьори от турската армия, случило се край чифлика, изпратен е в затвор, а по-късно обесен. След навлизането на руските войски в Сливен на 8 януари 1878 г. генерал-лейтенант Михаил Скобелев взема сирачето, за да го отгледа и възпита, изпращайки го в Южнославянския пансион на Тодор Минков в Николаев, Руска империя, а през 1884 г. постъпва във 2-ри московски кадетски корпус. След завръщането си в България, на 6 юни 1884 г. постъпва във Военно на Негово Княжеско Височество училище, в началото в старши общи клас, 1-ви специален клас, като е на служба със званието юнкер, а по-късно и във 2-ри специален клас.

### Сръбско-българска война (1885)
След Съединението всички юнкери от випуска са произведени в портупей-юнкери и изпратени по съответните части на фронта. Така 18-годишният портупей-юнкер Русев е изпратен на служба като субалтерн-офицер във 2-ра рота от 1-ви пехотен софийски полк. По-късно е взводен командир и командир на полурота. Взема участие в боя при Гургулят (7 ноември) под Брезник на 8 ноември, под Трън на 10 ноември и под връх „Руй“ на 11 ноември. След края на войната, съгласно височайши приказ № 84 от 4 януари 1886 г. „за проявена храброст и командирски качества“ всички портупей-юнкери от 7-и випуск са произведени в чин подпоручик и продължават да служат в частите си. По време на военното положение след войната подпоручик Димитър Русчев служи като началник на охраната на Софийски военен съд (1886), а след това е на служба в 13-и пехотен рилски полк. За участието си във войната е награден с Войнишки кръст „За храброст“ IV степен. През 1887 г. Русчев е прикомандирван във Военното на Негово Княжеско Височество училище за да завърши военното си образование, завършва през 1888 г. и е зачислен в 4-ти артилерийски полк, а на 7 юни е произведен в чин поручик. До 1898 г. служи в Софийския крепостен батальон.
През 1892 г. е произведен в чин капитан, а през 1901 г. в чин майор. От 1898 г. служи като командир на батарея в 6-и артилерийски полк. През 1903 г. е назначен за командир на Софийския крепостен батальон. На 1 януари 1905 г. е произведен в чин подполковник и е назначен за началник на отделение в 6-и артилерийски полк, по-късно е помощник-командир на 6-и артилерийски полк (от 1911). На 21 февруари 1912 г. е произведен в чин полковник.
През Балканската война (1912 – 1913) е командир на 2-ри артилерийски скорострелен полк. Награден с Орден „За храброст“ III степен. През януари 1915 г. е назначен за командир на 8-и артилерийски полк. През Първата световна война (1915 – 1916) първоначално е командир на 8--а артилерийска бригада (1915 – 1916), след което е началник на артилерията на Втора българска армия. Представител на Българското командване в щаба на Единадесета германска армия. През 1918 г. е произведен в чин генерал-майор. От 1 март 1918 г. е началник на артилерията на 11-а армия. След края на войната за кратко е комендант на Кюстенджа. Излиза в запас през 1919 г.
Генерал-майор Димитър Русчев умира в Сливен през 1936 година. или на 21 ноември 1949 г. и като царски офицер е погребан без почести.

## Образование
- Южнославянски пансион, Николаев, Русия (1878 – 1884)
- Втори московски на Император Николай I кадетски корпус (1884)
- Военно на Негово Княжеско Височество училище (1884 – 1885)
- Военно на Негово Княжеско Височество училище (1887 – 1888)

## Военни звания
- Юнкер
- Портупей-юнкер (6 септември 1885)
- Подпоручик (27 април 1887)
- Поручик (7 юни 1888)
- Капитан (1 януари 1892)
- Майор (1 януари 1901)
- Подполковник (1 януари 1905)
- Полковник (21 февруари 1912)
- Генерал-майор (1 януари 1918)

## Заемани длъжности
- Субалтерн-офицер във 2-ра рота от 1-ви пехотен софийски полк (1885)
- Командир на взвод от 1-ви пехотен софийски полк
- Командир на полурота от 1-ви пехотен софийски полк
- Началник на охраната на Софийски военен съд (1886)
- Офицер от 13-и пехотен рилски полк
- Офицер от 4-ти артилерийски полк (от 1888)
- Офицер от 1-ви артилерийски полк
- Офицер от Софийски крепостен батальон
- Командир на батарея от 6-и артилерийски полк (1900)
- Помощник на батальонния командир на Софийски крепостен батальон (от 1901)
- Офицер от 5-и артилерийски полк
- Ръководител на комисията за приемане на боеприпаси за армията в Германия (1905 – 1906)
- Помощник-командир на 6-и артилерийски полк (1906 – 1912)
- Командир на 2-ри артилерийски полк (1912 – януари 1915)
- Командир на 8-и артилерийски полк (януари 1915 – септември 1915)
- Командир на 8-а артилерийска бригада и на артилерията на 8-а пехотна тунджанска дивизия (септември 1915 – 1917)
- Началник на артилерията в 1-ва отделна армия и на българската артилерия в 11-a германска армия (1917 – септември 1918)
- Комендант на Кюстенджа (1918)
- Началник на артилерията на 3-та военна инспекция в Русе (1918 – 1919)

## Награди
- Войнишки кръст „За храброст“ IV степен (1885)
- Възпоменателен медал „За участие в Сръбско-българската война 1885“ (1886)
- Кръст за възшествието на княз Фердинанд I 1887, златен (1887)
- Орден „За заслуга“
- Възпоменателен медал „За бракосъчетанието на княз Фердинанд I с княгиня Мария Луиза“ (1893)
- Знак „За 10 години отлична служба“
- Народен орден „За военна заслуга“ V степен
- Военен орден „За храброст“ IV степен, 2 клас (1913)
- Военен орден „За храброст“ IV степен, 1 клас
- Народен орден „За военна заслуга“ III степен с отличие
- Знак „За 20 години отлична служба“
- Възпоменателен кръст „За независимостта на България 1908 година“ (1909)
- Царски орден „Свети Александър“ III степен с мечове по средата
- Военен орден „За храброст“ III степен, 2 клас
- Орден „Железен кръст“ II клас, Германска империя
- Орден „Железен кръст“ I клас, Германска империя
- Кръст за военна заслуга II клас, с бойна декорация II клас, Австро-Унгария
- Орден „Железен полумесец“, Османска империя